# Aleksandr Kudrjavcev
Aleksandr Michajlovič Kudrjavcev (in russo Александр Михайлович Кудрявцев?; Ekaterinburg, 26 ottobre 1985) è un ex tennista russo.
Ha ottenuto i suoi migliori risultati in doppio vincendo 21 tornei Challenger e raggiungendo una finale nel circuito maggiore al St. Petersburg Open 2011, mentre in singolare ha vinto solo tornei ITF. I suoi migliori ranking ATP sono stati il 117º in singolare nel febbraio 2015 e il 70º in doppio nel novembre 2011.

## Carriera
Fa le sue prime apparizioni tra i professionisti dal 2001 al 2003 e inizia a giocare con continuità nel 2004. Nel luglio di quell'anno alza il suo primo trofeo vincendo il torneo di doppio al Challenger di Oberstaufen in coppia con Vadim Davletšin. Nel 2006 vince cinque tornei ITF Futures in doppio e il 3 febbraio 2007 conquista il primo titolo in singolare in un torneo Futures indiano. Continuerà a giocare nei Futures fino al 2010 per poi riprendere nel 2013 e ne vincerà in totale 6 in singolare e 12 in doppio. Nel corso della carriera gioca soprattutto i tornei del circuito Challenger, in singolare perde tutte e 10 le finali disputate, mentre in doppio raggiunge 36 finali e ne vince 21.
Alla fine del 2007 entra per la prima volta nel tabellone principale di un torneo del circuito maggiore giocando in doppio a San Pietroburgo con Michail Elgin e si spingono fono ai quarti di finale. L'esordio ATP in singolare avviene qualche mese dopo al Chennai Open 2008, vince all'esordio e viene eliminato al secondo turno. Nel giugno 2008 supera per la prima volta le qualificazioni in un torneo del Grande Slam al torneo di doppio a Wimbledon e in coppia con Elgin viene eliminato al primo turno in 5 set dagli specialisti Marcelo Melo / André Sá. Il mese successivo elimina al primo turno del Masters di Toronto il nº 33 del ranking mondiale Philipp Kohlschreiber e viene sconfitto subito dopo da Richard Gasquet. A ottobre disputa in coppia con Elgin la sua prima semifinale ATP, di nuovo a San Pietroburgo, e vengono sconfitti al terzo set da Travis Parrott / Filip Polášek.
Sempre a San Pietroburgo e con Elgin ottiene nel 2011 il risultato più importante in carriera raggiungendo la finale, e vengono sconfitti da Colin Fleming / Ross Hutchins con il punteggio di 3-6, 7-6, [8-10], risultato con cui Kudrjavcev sale al 70º posto mondiale, che resterà il miglior ranking in carriera. La coppia russa raggiungerà la semifinale a San Pietroburgo anche nel 2016. Nel gennaio 2012 si qualifica per la prima volta in singolare al tabellone principale di uno Slam agli Australian Open ed esce al primo turno per mano di Federer; nello stesso torneo vince il suo unico match in carriera in doppio in uno Slam.
Anche in singolare vince un solo incontro nei tornei Slam, superando in 5 set Evgenij Donskoj al primo turno degli US Open 2014. Nel corso del 2014 disputa inoltre in singolare tre finali Challenger e nel febbraio 2015 raggiunge il 115º posto del ranking mondiale, che rimarrà il miglior ranking di specialità in carriera. Si ritira alla fine della stagione 2017, durante la quale disputa tre semifinali Challenger in doppio e in singolare non va oltre i quarti di finale. Chiude la carriera disputando con Elgin il torneo di doppio a San Pietroburgo e vengono eliminati al primo turno.

## Statistiche

### Doppio

#### Finali perse (1)
| Legenda singolare    |
| Grande Slam (0)      |
| ATP Finals (0)       |
| Giochi olimpici (0)  |
| ATP Masters 1000 (0) |
| ATP Tour 500 (2)     |
| ATP Tour 250 (5)     |

| Nº | Data            | Torneo                               | Superficie  | Compagno      | Avversari in finale         | Punteggio           |
| 1. | 30 ottobre 2011 | St. Petersburg Open, San Pietroburgo | Cemento (i) | Michail Elgin | Colin Fleming Ross Hutchins | 3-6, 7–6(5), [8-10] |

### Tornei minori

#### Singolare

##### Vittorie (15)
| Legenda tornei minori |
| Challenger (0)        |
| Futures (6)           |

##### Finali perse (11)
| Legenda tornei minori |
| Challenger (10)       |
| Futures (1)           |

| Nº  | Data              | Torneo                                       | Superficie    | Avversario in finale | Punteggio     |
| 1.  | 8 febbraio 2009   | Wrocław Open, Breslavia                      | Cemento (i)   | Michael Berrer       | 3-6, 4-6      |
| 2.  | 25 settembre 2010 | Bangkok Challenger 2, Bangkok                | Cemento       | Grigor Dimitrov      | 4-6, 1-6      |
| 3.  | 19 marzo 2011     | ATP Challenger Guangzhou, Canton             | Cemento       | Uladzimir Ihnacik    | 4-6, 4-6      |
| 4.  | 11 settembre 2011 | Shanghai Challenger, Shanghai                | Cemento       | Cedrik-Marcel Stebe  | 4-6, 6-4, 5-7 |
| 5.  | 19 febbraio 2012  | Internazionali di Tennis di Bergamo, Bergamo | Cemento (i)   | Björn Phau           | 4-6, 4-6      |
| 6.  | 8 febbraio 2014   | P.L. Reddy Memorial Challenger, Chennai      | Cemento       | Yuki Bhambri         | 6-4, 3-6, 5-7 |
| 7.  | 15 giugno 2014    | Fergana                                      | Cemento       | Blaž Kavčič          | 4-6, 6(8)–7   |
| 8.  | 22 giugno 2014    | Tianjin Health Industry Park, Tianjin        | Cemento       | Blaž Kavčič          | 2-6, 6-3, 5-7 |
| 9.  | 21 giugno 2015    | Fergana Challenger, Fergana                  | Cemento       | TTejmuraz Gabašvili  | 2-6, 0-1 rit. |
| 10. | 29 novembre 2015  | Toyota Challenger, Toyota                    | Sintetico (i) | Yoshihito Nishioka   | 3-6, 4-6      |

#### Doppio

##### Vittorie (33)
| Legenda tornei minori |
| Challenger (21)       |
| Futures (12)          |

| Nº  | Data              | Torneo                                       | Superficie    | Compagno                | Avversari in finale                   | Punteggio           |
| 1.  | 9 luglio 2004     | Oberstaufen Cup, Oberstaufen                 | Terra rossa   | Vadim Davletšin         | Valentino Pest Alexander Waske        | 4-6, 6-3, 7-6       |
| 2.  | 27 luglio 2007    | Penza Cup, Penza                             | Cemento       | Aleksandr Krasnorutskij | Murad Inoyatov Denis Istomin          | 6-1, 4-6, [10-4]    |
| 3.  | 17 agosto 2007    | Bukhara Challenger, Bukhara                  | Cemento       | Evgenij Kirillov        | Danila Arsenov Vaia Uzakov            | 6-3, 6-1            |
| 4.  | 15 settembre 2007 | Ljubljana Open, Lubiana                      | Terra rossa   | Aleksandr Krasnoruckij  | Ivan Dodig Lovro Zovko                | 7–6(9), 1-6, [10-6] |
| 5.  | 22 settembre 2007 | Banja Luka Challenger, Banja Luka            | Terra rossa   | Aleksandr Krasnoruckij  | Diego Junqueira Vladimir Obradović    | 6-2, 6-4            |
| 6.  | 16 novembre 2007  | Tali Open, Helsinki                          | Cemento (i)   | Michail Elgin           | Harri Heliövaara Henri Kontinen       | 4-6, 7-5, [13-11]   |
| 7.  | 7 novembre 2008   | President's Cup, Astana                      | Cemento (i)   | Michail Elgin           | George Bastl Marco Chiudinelli        | 6-4, 6(8)–7, [10-8] |
| 8.  | 24 luglio 2009    | Penza Cup, Penza                             | Cemento       | Michail Elgin           | Alexey Kedryuk Denis Matsukevitch     | 4-6, 6-3, [10-6]    |
| 9.  | 28 novembre 2009  | Toyota Challenger, Toyota                    | Sintetico (i) | Andis Juška             | Alexey Kedryuk Junn Mitsuhashi        | 6-4, 7–6(6)         |
| 10. | 13 novembre 2010  | Internazionali Val Gardena Südtirol, Ortisei | Sintetico (i) | Michail Elgin           | Tomasz Bednarek Michał Przysiężny     | 3-6, 6-3, [10-3]    |
| 11. | 19 marzo 2011     | ATP Challenger Guangzhou, Canton             | Cemento       | Michail Elgin           | Sanchai Ratiwatana Sonchat Ratiwatana | 7–6(3), 6-3         |
| 12. | 26 marzo 2011     | Green World ATP Challenger, Pingguo          | Cemento       | Michail Elgin           | Harri Heliövaara Jose Statham         | 6-3, 6-2            |
| 13. | 12 agosto 2011    | Samarkand Challenger, Samarcanda             | Terra rossa   | Michail Elgin           | Radu Albot Andrej Kuznecov            | 7–6(4), 2-6, [10-7] |
| 14. | 19 agosto 2011    | Karshi Challenger, Karshi                    | Cemento       | Michail Elgin           | Konstantin Kravčuk Denys Molčanov     | 3-6, 6-3, [11-9]    |
| 15. | 6 novembre 2011   | Challenger Eckental, Eckental                | Sintetico (i) | Andre Begemann          | James Cerretani Adil Shamasdin        | 6-3, 3-6, [11-9]    |
| 16. | 1 agosto 2014     | Open Castilla y León, Segovia                | Cemento       | Viktor Baluda           | Brydan Klein Nikola Mektić            | 6-2, 4-6, [10-3]    |
| 17. | 22 febbraio 2015  | Delhi Open, Nuova Delhi                      | Cemento       | Jahor Herasimaŭ         | Riccardo Ghedin Toshihide Matsui      | 6(5)–7, 6-4, [10-6] |
| 18. | 8 agosto 2015     | Open Castilla y León, Segovia                | Cemento       | Denys Molčanov          | Aljaksandr Bury Andreas Siljeström    | 6-2, 6-4            |
| 19. | 20 marzo 2016     | ATP Challenger Guangzhou, Canton             | Cemento       | Denys Molčanov          | Sanchai Ratiwatana Sonchat Ratiwatana | 6-2, 6-2            |
| 20. | 29 ottobre 2016   | China International Suzhou, Suzhou           | Cemento       | Michail Elgin           | Andrea Arnaboldi Jonathan Eysseric    | 4-6, 6-1, [10-7]    |
| 21. | 19 novembre 2016  | Trofeo Città di Brescia, Brescia             | Sintetico (i) | Michail Elgin           | Wesley Koolhof Matwé Middelkoop       | 7–6(4), 6-3         |